# Phoradendron coryae
Phoradendron coryae är en sandelträdsväxtart som beskrevs av William Trelease. Phoradendron coryae ingår i släktet Phoradendron och familjen sandelträdsväxter. Inga underarter finns listade i Catalogue of Life.